# Manuel Saiz
Manuel Saiz (Logronyo, la Rioja, 1961), és un artista visual i comissari independent espanyol, actualment resideix a Londres. Es va donar a conèixer el 1984 a exposicions col·lectives a galeries com Villalar, Poison Soluble o Moriarty. És un artista d'arrel conceptual que experimenta amb una enorme varietat de formats.